# لورا براون (لاعبة غولف)
لورا براون (بالإنجليزية: Laura Brown)‏ هي لاعبة غولف أمريكية، ولدت في 1970 في نيو سميرنا بيتش في الولايات المتحدة.